# Boegies
Boegies of De Boegies was een Gronings pretpunkgezelschap in de periode 1978-1990, dat de leus 'Sex en Patat' voerde.

## Biografie

### Beginfase
De Boegies werden in 1978 opgericht. De eerste bezetting bestond uit Maak (Mark Tilstra), Dougel (Hein Doeglas) en Frank (Scholtens), enige tijd later aangevuld met bassist Peter Millenaar. Omstreeks 1982 veranderde de stijl van De Boegies in pretpunk. Zanger Eddy Huizing (ook wel Piepke of Speedy of Mouse genoemd) van de band "The Chops" had inmiddels Frank vervangen en werd met zijn voorkomen en capriolen het boegbeeld van de band. Peter Millenaar maakte plaats voor bassist Bogdan en in 1983 nam De Boegies de demo Lallend Ten Onder op. In 1984 verscheen de eerste lp, Wy Zyn Zwyn, in eigen beheer. De hoes werd ontworpen door Elzo Smid.

### Landelijk bekend
In 1986 verscheen bassist Ricky ten tonele en kwam het tweede album Parels Voor De Zwijnen uit, wederom in eigen beheer. In september kwamen de Boegies op prime time televisie in het VPRO-programma O.K.-toer van de Jonge Helden (Daan en Willem Ekkel) met drie nummers, waaronder Mèh. De Boegies was de eerste band die werd getoond en het programma werd afgerond onder de klanken van Mèh. Toen Kees van Kooten dit nummer uitriep tot het hoogtepunt van de anarchopoëzie, raakten de Boegies verzekerd van nationale aandacht.
In 1987 trad bassist Maarten Bruinings tot de band toe. Het derde album, Zwijnen bij Candlelight, kwam in 1988 uit bij Top Hole Records. Op 10 juni 1988 speelde de band in het voorprogramma van de Ramones in de Groningse Oosterpoort. De Amerikaanse punkpioniers waren idolen van de Boegies. Ze stonden ook op het festival Waterpop.

### Eindfase
In een poging de internationale markt te veroveren, ging de groep op zijn vierde lp A Terrible Swine Disease veelvuldig over op Engelse teksten. De band kwam buiten Nederland echter niet verder dan België en West-Duitsland. In 1989 verscheen het live-album Tien Jaar Zwijnen Live waarop alle klassiekers staan.
Op het festival Noorderslag in De Oosterpoort vierden de Boegies op 6 januari 1990 als hoofdact hun tienjarig bestaan, bijgestaan door onder andere dammer Jannes van der Wal en Urban Dance Squad. In mei werd duidelijk dat zanger Speedy zijn relatie en baan bij een meetapparatuurfabriek in Roden, niet meer kon combineren met het drukke bestaan van een veelgevraagde band. Op 30 juni gaf de band zijn afscheidsconcert in de Oosterpoort.

### Na de Boegies
Uit de as van de Boegies verrezen twee bands, Jammah Tammah en Dandruff!!. Oud-bassist Ricky van Duuren speelde in The Moonlizards. In 2005 dook hij op in de tweepersoonsband De Straaljagers, met Barbara Stok.
Eind 2007 nam de Doetinchemse band Viva Rosa met Speedy en Maak akoestische versies op van de Boegies-nummers Penose Punx, Of Best Nou Dik Dan en De Dorpsgek, in de stijl van de laatste cd's van Johnny Cash. Plannen om de plaat, met hoes door Boegies-huiskunstenaar Tuppus Wanders (ex-zanger Dandruff!!) uit te brengen, strandden op rechtenkwesties. Ook pogingen om de bandleden voor een aantal reünie-optredens weer bij elkaar te krijgen, liepen op niets uit. Wel traden Speedy en Maak op 29 maart 2008 voor één keer samen op onder de naam 'Zwynenplaag', een one-off optreden met de band 'Viva Rosa'.

## Bandleden
- Bandleden laatste bezetting:
  - Eddy Huizing - zang
  - Hein Doeglas - drums
  - Maarten Bruining - basgitaar, zang
  - Mark Tilstra - gitaar, zang

- Voormalige bandleden:
  - Bogdan Schilling - basgitaar (overleden in 2007)[11]
  - Frank Scholtens - zang
  - Peter Millenaar - basgitaar
  - Ricky van Duuren - basgitaar

Optredens werden geregeld via het boekingskantoor Go Go.

## Discografie
- Lallend ten onder (demo, 1983)
- Wy Zyn Zwyn (lp, 1984)
- Parels voor de Zwijnen (lp, 1986)
- Zwijnen bij Candlelight (lp, 1988)
- A Terrible Swine Disease (lp/cd, 1988)
- He Joh Toe Nou Joh" (7", 1989)
- Tien Jaar Zwijnen Live (lp/cd, 1989)